# A Time to Love
A Time to Love – dwudziesty trzeci studyjny album amerykańskiego muzyka Steviego Wondera wydany 18 października 2005 roku. Płyta znalazł się na piątej pozycji listy Billboard 200.

## Lista utworów
Źródło: AllMusic.
1. If Your Love Cannot Be Moved - 6:11
2. Sweetest Somebody I Know - 4:31
3. Moon Blue - 6:44
4. From the Bottom of My Heart - 5:11
5. Please Don't Hurt My Baby - 4:40
6. How Will I Know - 3:39
7. My Love Is on Fire - 6:16
8. Passionate Raindrops - 4:50
9. Tell Your Heart I Love You - 4:30
10. True Love - 3:32
11. Shelter in the Rain - 4:19
12. So What the Fuss - 5:04
13. Can't Imagine Love Without You - 3:45
14. A Time to Love  - 9:17